# Kompaktmossa
Kompaktmossa (Anoectangium aestivum) är en bladmossart som beskrevs av Mitten 1869. Kompaktmossa ingår i släktet Anoectangium och familjen Pottiaceae. Enligt den finländska rödlistan är arten nära hotad i Finland. Arten är reproducerande i Sverige. Artens livsmiljö är fjällklippor, block- och stenmarker. Inga underarter finns listade i Catalogue of Life.